# 畑山綾乃
畑山 綾乃（はたやま あやの、1987年3月17日 - ） は、元岩手朝日テレビアナウンサー。

## 人物・略歴
2005年青森県立青森北高等学校卒業。東北学院大学を経て、2009年に岩手朝日テレビへ入社。同年、『楽茶間plus!!』でのカラオケ店レポートが評価され、ANN系列のアナウンサーのうち優秀な者に与えられる『第8回ANNアナウンサー賞』の「原稿のないもの部門」で優秀賞を受賞した。アナウンサー歴1年目の新人が同賞を受賞するのは史上初。
2017年9月30日、『いいコト！』卒業し岩手朝日テレビを退社。

## 過去の担当番組
- ラクティマプラス!!
- わくわく情報館
- いいコト! 見たい! 知りたい! 出かけたい!（-2017年9月30日）
- 朝だ！生です 旅サラダ
- スーパーJチャンネルいわて